# 比格斯普林 (密蘇里州蒙哥馬利縣)
比格斯普林（英語：Big Spring）是位於美國密蘇里州蒙哥馬利縣的普查規定居民點。

## 歷史
比格斯普林的郵局於1830年設立，其後於1906年停運。

## 人口
根據2020年美國人口普查的數據，比格斯普林的面積為8.76平方千米，當中陸地面積為8.70平方千米，而水域面積為0.06平方千米。當地共有人口149人，而人口密度為每平方千米17.01人。